# Ahmad Saadat
Ahmad Sa'adat (también romanizado del árabe como Ahmed Sadat o Saadat; en árabe: أحمد سعدات; nacido en 1953), conocido también como Abu Ghassan, es un militante palestino y secretario general del Frente Popular para la Liberación de Palestina (FPLP), una organización nacionalista palestina de orientación marxista-leninista.
Sa'adat se graduó en 1975 del Colegio de Formación de Profesores de la UNRWA, en Ramala, especializándose en matemáticas. Sa'adat fue elegido secretario general del FPLP por su Comité Central en octubre de 2001 para suceder a Abu Ali Mustafa, asesinado por Israel durante la Segunda Intifada.
Desde 2002, Sa'adat ha sido condenado a penas de prisión y permanece encarcelado.
Sa'adat pasó muchos años en cárceles israelíes, en un total de ocho ocasiones distintas. Fue acusado por Israel de organizar el asesinato del ministro de turismo israelí Rehavam Ze'evi, y se refugió en la Muqataa sede del líder de la OLP, Yassir Arafat, que entonces fue rodeada por el ejército israelí después de que Arafat se negara a entregarlo a Israel. Como parte de un acuerdo con Israel, Sa'adat fue juzgado por la Autoridad Nacional Palestina (ANP) y encarcelado en la prisión de Jericó en 2002. 
En las elecciones palestinas de enero de 2006, fue elegido miembro del Consejo Legislativo Palestino. El 14 de marzo de 2006, Hamás anunció su intención de liberar a Sa'adat de la prisión. El equipo estadounidense y británico que monitoreaba la prisión de Jericó se fue, citando las pésimas condiciones de seguridad. Ese mismo día, las fuerzas israelíes llevaron a cabo la operación "Trayendo los Bienes a Casa", capturando a Sa'adat y a otros cinco prisioneros de seguridad. En diciembre de 2008, un tribunal militar israelí le condenó a 30 años de prisión. Estuvo recluido en régimen de aislamiento en una prisión israelí y su salud se deterioró tras múltiples huelgas de hambre en protesta por las políticas israelíes.
Desde 2012, Sa'adat ya no se encuentra en régimen de aislamiento. 

## Ideología política
Sa'adat es el Secretario General del Frente Popular para la Liberación de Palestina (FPLP). En el contexto del conflicto israelí-palestino, insiste en que la solución de un solo Estado es la única posible. Según sus propias palabras: 
La única solución viable al histórico conflicto entre Israel y el pueblo palestino es el establecimiento de un único Estado democrático en la Palestina histórica, la que existía antes de 1948. [...] No hay otros horizontes para ningún otro acuerdo".  
Asimismo, Sa’adat ha sido crítico con los movimientos comunistas árabes:
Las fuerzas comunistas en el mundo árabe han aplicado los puntos de vista de la Unión Soviética al pie de la letra y nunca han desarrollado su propio enfoque teórico y político con una identidad propia. [...] El debilitamiento de dichas fuerzas dejó un vacío que está siendo ocupado por los movimientos islamistas".  

## Encarcelamiento por la Autoridad Palestina
Sa’adat fue acusado por Israel de haber organizado el asesinato del ministro de Turismo israelí, Rehavam Ze'evi, quien fue asesinado el 17 de octubre de 2001. Se refugió en la sede de la Muqataaa del líder de la OLP, Yasser Arafat, quien se negó a entregarlo a las autoridades israelíes, lo que provocó un asedio por parte del ejército de Israel.
Tras negociaciones que involucraron a Reino Unido y Estados Unidos, se llegó a un acuerdo (conocido como el "Acuerdo de Jericó") entre Israel y la Autoridad Nacional Palestina (ANP).
Israel levantó el asedio a la Muqataa el 2 de mayo de 2002, y Sa'adat, junto a otros cuatro miembros del FPLP implicados en el asesinato de Ze'evi (Basel al-Asmar, 'Ahed Abu Ghalma, Majdi al-Rimawi y Hamdi Quran) fueron arrestados por la ANP. Sa'adat fue juzgado en un tribunal palestino, mientras que los otros cuatro fueron sometidos a un juicio militar. Todos fueron retenidos en la prisión palestina de Jericó, bajo supervisión de observadores británicos y estadounidenses. A Sa'adat no se le permitió postularse a ningún cargo político, conceder entrevistas ni dirigirse al público, aunque en ocasiones estas restricciones eran eludidas o ignoradas.[cita requerida]
El Tribunal Supremo Palestino declaró que el encarcelamiento de Sa'adat era inconstitucional y ordenó su liberación, pero la Autoridad Nacional Palestina se ha negado a cumplir. Amnistía Internacional afirmó que, debido a esto y al hecho de que no recibió un juicio justo, su detención es ilegal y debe ser acusado formalmente de un delito y se le debe dar el debido proceso, o ser liberado. 
En las elecciones palestinas de 2006, Sa'adat fue elegido miembro del Consejo Nacional Palestino, y Hamás asumió el gobierno. Hamás anunció su intención de liberar a los responsables del asesinato de Ze’evi. 

## Encarcelamiento por parte de Israel
El 14 de marzo de 2006, los supervisores estadounidenses y británicos se retiraron de la prisión de Jericó, donde se encontraban detenidos Sa'adat y otros cinco prisioneros de seguridad, alegando falta de condiciones de seguridad. Inmediatamente después, las fuerzas israelíes lanzaron la operación "Trayendo la mercancía a casa", rodeando la prisión para impedir la fuga de los prisioneros, incluido Sa'adat. 
Durante el enfrentamiento que siguió, los guardias palestinos abandonaron el recinto, pero unos 200 prisioneros se negaron a rendirse. El asedio se prolongó por diez horas, con soldados israelíes sitiando la prisión y enfrentándose con el personal de seguridad de la Autoridad Palestina, mientras Sa'adat y otros cinco prisioneros se atrincheraban en el interior. Durante el enfrentamiento fallecieron dos oficiales de seguridad palestinos y otros 28 resultaron heridos. Sa'adat dio la orden a sus hombres de deponer las armas y rendirse.

Las fuerzas militares israelíes detuvieron a Sa'adat y a los otros cinco prisioneros de seguridad. El 25 de diciembre de 2008, un tribunal militar israelí condenó a Sa'adat a 30 años de prisión por encabezar una "organización terrorista ilegal" y por su responsabilidad en todas las acciones llevadas a cabo por su organización, en particular por el asesinato de Rehavam Ze'evi. Los jueces dijeron:
No hay duda de que el acusado controla el FPLP. Al considerar la sentencia apropiada para alguien que dirigió una organización terrorista asesina, no solo tomamos en cuenta su posición, sino también sus acciones. Los delitos por los que el acusado ha sido condenado indican que inició y participó en actividades militares con el objetivo de matar a personas inocentes. 
Se especuló que Hamás estaba intentando incluir a Sa'adat entre los prisioneros palestinos liberados en el intercambio de prisioneros de Gilad Shalit en octubre de 2011. Sin embargo, Israel se negó a incluir a Sa'adat en el acuerdo final.  
Saadat fue puesto en régimen de aislamiento. En 2010, la Corte Suprema de Israel rechazó una apelación de Sa'daat para salir del régimen de aislamiento, aceptando la afirmación de la fiscalía de que había pruebas de que Sa'adat había enviado mensajes a agentes terroristas desde prisión. 
El 27 de septiembre de 2011, Sa'adat y otros miembros del FPLP (cientos según un informe de Amnistía Internacional)  detenidos en prisiones israelíes iniciaron una huelga de hambre para protestar contra el empeoramiento de las políticas penitenciarias israelíes y el confinamiento solitario. La huelga de hambre pasó a un segundo plano debido al acuerdo alcanzado entre Hamás e Israel para la liberación de más de 1000 prisioneros palestinos a cambio del soldado capturado Gilad Shalit. El acuerdo de intercambio de prisioneros excluyó a Sa'adat.[cita requerida]
Sa'adat y los demás prisioneros del FPLP pusieron fin a su huelga de hambre el 17 de octubre de 2011, el vigésimo primer día de la huelga, después de que las autoridades penitenciarias israelíes aceptaran poner fin a los confinamientos solitarios. 
En 2022, mientras aún estaba en prisión, fue reelegido como líder del FPLP.  Jamil Mezher fue nombrado líder adjunto. 
El 1 de octubre de 2023, Ahmad Sa'adat y otros 90 prisioneros palestinos en Israel fueron trasladados repentinamente de la prisión de Ramon a la prisión de Nafha, una semana antes de que comenzara la guerra a gran escala el 7 de octubre de 2023. 

### Crisis de rehenes de 2023-2024
La liberación de líderes aliados clave fue una demanda reiterada de Hamás en las negociaciones de rehenes durante la crisis de rehenes de la guerra entre Israel y Hamás. Han solicitado repetidamente la liberación de tres prisioneros clave: Ahmad Sa'adat (Secretario General del Frente Popular para la Liberación de Palestina, abreviado FPLP), Marwan Barghouti de Fatah, y Abdullah Barghouti del ala militante de las Brigadas Qassam de Hamás. 

## Familia
Sa'adat está casado con Abla Saadat y juntos tienen cuatro hijos, dos niños y dos niñas. 